# Set (personaje bíblico)
Set (hebreo: שת Šēt, árabe: شِيث Šīṯ, griego: Σήθ Seth, latín: Seth) según el libro del Génesis, fue el tercer hijo de Adán y Eva, que nació después de que Caín matara a Abel y se exiliara en
la tierra de Nod.
El hijo de Set, además de otros no mencionados, fue Enós, en cuya época «se comenzó a invocar el nombre de Yahveh» (Génesis 4:26). Según las listas de los patriarcas, Set vivió 912 años.

## Antroponimia
Según la tradición judeocristiana, el origen del nombre se encuentra en el Génesis y significa "sustituir".

Y conoció de nuevo Adam á su mujer, la cual parió un hijo, y llamó su nombre Set: Porque Dios (dijo ella) me ha sustituído otra simiente en lugar de Abel, á quien mató Caín.
Génesis 4

## Tradición judía
Set figura en los textos pseudoepigráficos de la Vida de Adán y Eva (el Apocalipsis de Moisés). Relata las vidas de Adán y Eva desde su expulsión del Jardín del Edén hasta su muerte. Mientras que las versiones supervivientes se compusieron desde principios del siglo III al V las unidades literarias en la obra se consideran más antiguas y predominantemente de origen judío. Existe un amplio acuerdo de que el original se compuso en un idioma semítico en el siglo I. En las versiones griegas, Set y Eva viajan a las puertas del Jardín para pedir un poco de aceite del Árbol de la Misericordia (es decir, el Árbol de la Vida). En el camino, Seth es atacado y mordido por una bestia salvaje, que se marcha cuando se lo ordena Seth. Miguel se niega a darles el aceite en ese momento, pero promete dárselo al final de los tiempos, cuando toda carne sea levantada, las delicias del paraíso se darán al pueblo santo y Dios estará en medio de ellos. A su regreso, Adán le dice a Eva: "¿Qué has hecho? Has traído sobre nosotros una gran ira que es muerte". (capítulos 5–14) Más tarde, solo Set puede presenciar la toma de Adán en su funeral en un carro divino, que lo deposita en el Jardín del Edén.
Rashi (Rabino Shlomo Yitzhaqi) se refiere a Set como el antepasado de Noé y, por lo tanto, el padre de toda la humanidad. Todos los demás humanos perecieron en el Gran Diluvio.
El Zohar se refiere a Set como el "ancestro de todas las generaciones de tzadikim (justos)".

## Según Flavio Josefo
En sus Antigüedades de los judíos, Josefo se refiere a Set como virtuoso y de excelente carácter. e informa que sus descendientes inventaron la sabiduría de los cuerpos celestes y construyeron los "pilares de los hijos de Set", dos pilares inscritos con muchos descubrimientos e invenciones científicas, sobre todo en astronomía. Fueron construidos por los descendientes de Seth basándose en la predicción de Adán de que el mundo sería destruido en un momento por el fuego y en otro por una inundación global, para proteger los descubrimientos y ser recordado después de la destrucción. Uno estaba compuesto de ladrillo y el otro de piedra, de modo que si el pilar de ladrillo fuera destruido, el pilar de piedra permanecería, tanto informando los antiguos descubrimientos como informando a los hombres que también se erigió un pilar de ladrillo. Josefo informa que el pilar de piedra permaneció en la tierra de Siriad en su día.

## Cristianismo
El Libro de los Jubileos del siglo II a. C., considerado no canónico excepto en las Iglesias de Alejandría, habla de que Adán y Eva tuvieron nueve hijos e hijas, dos de ellas llamadas Awa y Azura. Este libro fecha el nacimiento de Set en el 130 Anno Mundi (AM). Según él, en el 231 AM Set se casó con su hermana, Azura, que era cuatro años menor que él. En el año 235 AM, Azura dio a luz a Enos.
Set es conmemorado como uno de los Santos Antepasados en el Calendario de los Santos de la Iglesia Apostólica Armenia, junto con Adán, Abel y otros, con una fiesta el 26 de julio. También está incluido en la Genealogía de Jesús, según Lucas 3:23–38.
Los setianos eran una secta gnóstica cristiana que podría tener sus orígenes antes del cristianismo.

## Islam
Aunque el Corán no menciona a Set, es venerado dentro de la tradición islámica como el tercer y justo hijo de Adán y Eva y visto como el regalo otorgado a Adán después de la muerte de Abel. El erudito e historiador sunita ibn Kathir en su tarikh (libro de historia) Al-Bidāya wa-n-nihāya (البداية والنهاية) registra que Set, un profeta como su padre Adán, transfiere la Ley de Dios a la humanidad después de la muerte de Adán y lo coloca entre los exaltados patriarcas antediluvianos de las generaciones de Adán. Algunas fuentes dicen que Set fue el receptor de escrituras. Se dice que estas escrituras son las "primeras escrituras" mencionadas en Q 87:18. El historiador y exégeta medieval al-Tabari y otros eruditos dicen que Set enterró a Adán y los textos secretos en la tumba de Adán, es decir, la "Cueva de los Tesoros".
La literatura islámica sostiene que Set nació cuando Adán tenía más de 100 años y que Adán nombró a Set como guía para su pueblo. El historiador y traductor sirio del siglo XI Al-Mubashshir ibn Fātik registró las máximas y aforismos de los filósofos antiguos en su libro Kitāb mukhtār al-ḥikam wa-maḥāsin al-kalim, e incluyó un capítulo sobre Set. Dentro de la tradición islámica, Set tiene sabiduría de varios tipos; conocimiento del tiempo, profecía del futuro Gran Diluvio e inspiración sobre los métodos de oración nocturna. Islam, judaísmo y cristianismo trazan la genealogía de la humanidad hasta Set, ya que Abel no dejó herederos y los herederos de Caín, según la tradición, fueron destruidos por el Gran Diluvio. Muchas artesanías islámicas tradicionales se remontan a Set, como la fabricación de peines de cuerno. Set también juega un papel en el sufismo, e Ibn Arabi incluye un capítulo en sus Biseles de sabiduría sobre Set, titulado “La sabiduría de la expiración en la palabra de Set”.
Algunas tradiciones ubican la tumba de Set en el pueblo de Al-Nabi Shayth (literalmente "El profeta Set") en las montañas sobre el valle de Beqaa en el Líbano, donde hay una mezquita que lleva su nombre. Esta tumba fue descrita por el geógrafo del siglo XII Ibn Jubayr. Una tradición rival, mencionada por geógrafos árabes medievales posteriores del siglo XIII en adelante, colocó la tumba de Nabi Shith ("Profeta Set") en el pueblo palestino de Bashshit, al suroeste del pueblo de Ramla. Según el Fondo de Exploración Palestina, Bashshit significa Beit Shith, es decir, "Casa de Set". La aldea se despobló con el establecimiento del Estado de Israel en 1948, pero la estructura de tres cúpulas que se dice que es la tumba de Set sobrevive en el moshav israelí que Aseret construyó en el sitio.
Se cree que una tumba de doce pies de largo ubicada en la mezquita Hazrat Shees Jinnati, en Ayodhya, en el estado de Uttar Pradesh de la India, es de Hazrat Shees o el profeta Set.

## Santuario en Mosul
El 26 de julio de 2014, las fuerzas del Estado Islámico de Irak y el Levante volaron el santuario de Nabi Shiyt (Profeta Set) en Mosul. Sami al-Massoudi, el subdirector de la Oficina de Dotación chií que supervisa los lugares sagrados, confirmó esa destrucción. Añadió que el Estado Islámico llevó algunos de los artefactos a un lugar desconocido.

## En el mandeísmo
Según las escrituras mandeas que incluyen la Qolastā, el Libro de Juan y el Genzā Rabbā, Set es afín a la figura soteriológica angelical Shithil, un hijo de Adam Kadmaya que enseñó a Juan el Bautista con sus hermanos Anush uthra e Hibil Ziwa.